# Таранников, Юрий Валерьевич
Юрий Валерьевич Таранников (Род. 17 августа 1967 года, Прокопьевск) — российский рэндзист и игрок в гомоку, чемпион мира по гомоку (1991). Мастер спорта России по обратным русским шашкам.

## Биография

### В спорте
Начал играть в крестики-нолики на бесконечной доске в 1980 году, о правилах гомоку узнал в 1983, тогда же принял участие в первом турнире, чемпионате школы. В 1989 году выиграл чемпионат СССР по гомоку. В том же году на I чемпионате мира по гомоку, проходившем в Киото, занял второе место, после чего принял участие в своём первом турнире по рэндзю, Киото Open, в котором занял 13 место при 40 участниках (4 очка из 7).
В чемпионатах России участвовал четырежды, дважды (в 1999, 2000) завоевывал бронзовую медаль. Один раз играл в финальной стадии очного чемпионата мира по рэндзю, заняв 6-е место при 12 участниках. Бронзовый призёр чемпионата Европы-2012.
Был составителем вестника всесоюзного клуба любителей поддавков «Кипергань».

### В науке
Окончил механико-математический факультет МГУ, остался работать на мехмате, на кафедре дискретной математики. В 1994 г. защитил диссертацию к.ф.м.н. "Множества l-уравновешанных булевых наборов и функций" (01:01:09). В 2023 г. внезапно защитил диссертацию д.ф.м.н. "Конструкции и свойства корреляционно-иммунных и платовидных булевых функций" (2:3:6). На 2024 год является автором 3 книг и более 60 статей по дискретной математике и её приложениям.